# لئونید سار
لئونید سار (استونیایی: Leonid Saar; ۱۳ فوریهٔ ۱۹۱۳ – ۲۶ ژانویهٔ ۲۰۱۰) بازیکن بسکتبال اهل استونی بود.